# Victoria Station
Victoria Station (London Victoria) – dworzec kolejowy w centralnym Londynie, w dzielnicy Victoria, na terenie gminy City of Westminster. Stacja została otwarta w 1862 roku, obecnie znajduje się tam 19 peronów. Jest to jedna z największych pod względem liczby obsługiwanych podróżnych stacji w Wielkiej Brytanii (w 2022 roku druga – po dworcu Waterloo). W 2022 roku obsłużyła około 36,78 mln pasażerów. 
Obecnie na stacji kończą i zaczynają swój bieg pociągi dwóch przewoźników. Składami firmy Southeastern można stąd dotrzeć m.in. do Chatham. Z kolei firma Southern jest operatorem połączeń m.in. do Brighton i na lotnisko Gatwick. Okazjonalnie z dworca odjeżdżają też luksusowe pociągi turystyczne firmy Venice Simplon. Pasażerowie dojeżdżają nimi do Folkestone, a następnie (po przejeździe Eurotunelem) kontynuują podróż do Wenecji.
W pobliżu dworca kolejowego Victoria Station znajduje się dworzec autokarowy Victoria Coach Station. Z dworca tego odjeżdżają autobusy takich przewoźników jak National Express, Megabus, Veolia, Oxford Tube i innych.

## Kursy pociągów
| Poprzednia stacja | Operator | Operator                                           | Operator | Następna stacja                                      |
| ----------------- | -------- | -------------------------------------------------- | -------- | ---------------------------------------------------- |
| Stacja końcowa    |          | Southeastern Catford Loop line                     |          | Denmark Hill                                         |
| Stacja końcowa    |          | Southeastern Chatham Main Line                     |          | Brixton lub Bromley South                            |
| Stacja końcowa    |          | Southern Brighton Main Line                        |          | Battersea Park lub Clapham Junction lub East Croydon |
| Stacja końcowa    |          | Southern Oxted Line                                |          | Clapham Junction                                     |
| Stacja końcowa    |          | Southern Gatwick Express                           |          | Gatwick Airport                                      |
| Stacja końcowa    |          | Venice-Simplon Orient Express Londyn-Paryż-Wenecja |          | Folkestone West                                      |

## Otoczenie
Nieopodal stacji, przy skrzyżowaniu Victoria Street i Vauxhall Bridge Road, znajduje się zegar uliczny o nazwie Little Ben.